# Linia kolejowa nr 944
Linia kolejowa nr 944 – pierwszorzędna, jednotorowa, częściowo zelektryfikowana linia kolejowa łącząca rejon NHA z rejonem NHD stacji technicznej Kraków Nowa Huta.